# Maciej Radziwiłł
Maciej Radziwiłł (ur. 10 listopada 1749 w Warszawie, zm. 2 września 1800 w Szydłowcu) – polski kompozytor, polityk, litewski urzędnik ziemski: kasztelan wileński w 1790–1795, i dworski: podkomorzy wielki litewski w 1786–1795, członek Zgromadzenia Przyjaciół Konstytucji Rządowej, członek konfederacji targowickiej, wolnomularz.

## Życiorys
Był członkiem konfederacji Sejmu Czteroletniego. Szczyt popularności Radziwiłła przypadł na okres wojny 1792. Wówczas to w imieniu swoim i Dominika Hieronima Radziwiłła oddał do dyspozycji wojsk litewskich wszystkie zamki i arsenały oraz opłacaną przez siebie milicję. Za ten czyn na sesji sejmowej 25 maja 1792 wyrażono wdzięczność obydwu Radziwiłłom, zaś list Macieja do Komisji Wojskowej ze słowami: „pierwej Ojczyznę a potem dom Radziwiłłowski widzieć żądam szczęśliwie” rozpowszechniano w prasie i licznych drukach ulotnych. Zwycięstwo konfederacji targowickiej osłabiło pozycję Macieja, którego pozbawiono opieki nad Dominikiem.
Członek Komisji Policji Wielkiego Księstwa Litewskiego w 1793 roku. Na początku 1794 należał do najbardziej poszkodowanych przez konfederatów targowickich, znalazł się w kręgu podejrzanych o przygotowania insurekcji na Litwie, co wsparto aresztowaniem bliskiego mu gen. M. Radziszewskiego. Po wybuchu powstania na Litwie został 24 kwietnia 1794 powołany do grona członków Deputacji Skarbu Publicznego Litewskiego. W czasie powstania należał do tych właścicieli ziemskich, którzy zgadzali się na udział swoich poddanych w walkach, a nawet uwalniał z poddaństwa uczestników powstania.
Po śmierci jego posiadłości przeszły na własność rządu austriackiego, który wystawił je na licytacje. W jej wyniku dobra szydłowieckie nabyła księżna Anna z Zamoyskich Sapieżyna.
W 1788 został kawalerem Orderu Orła Białego oraz odznaczony został Orderem Świętego Stanisława.

## Twórczość
Napisał libretto opery-wodewilu Agatka, czyli przyjazd pana, do której muzykę skomponował kapelmistrz nieświeski Jan Dawid Holland. Agatka jest jednym z pierwszych polskich dzieł tego rodzaju, wystawiona została 17 września 1784 dla uświetnienia pobytu króla Stanisława Augusta w Nieświeżu (od 1799 grana była w wersji dwuaktowej pt. Pan dobry jest ojcem poddanych); a także: Imieniny wójta osady albańskiej wystawione w Albie prawdopodobnie zarówno z librettem i muzyką Macieja Radziwiłła, które być może były przymiarką do późniejszej opery Historia osady albańskiej - z premierą 4 listopada 1786 w Albie z okazji imienin K.S. Radziwiłła.
Twórczość kompozytorska Macieja Radziwiłła jest mało znana. Do dzisiaj zachowały się nieliczne jego utwory, m.in. Polonez C-dur na klawesyn, Sonata G-dur na skrzypce i klawesyn, orkiestrowe Serenada B-dur i Divertimento D-dur oraz sześć polonezów orkiestrowych zachowanych w Archiwum Saskim w Dreźnie. Utwory te są napisane w stylu galant, charakterystycznym dla pierwszej fazy klasycyzmu muzycznego.
W obu utworach orkiestrowych Radziwiłł posługuje się orkiestrą kameralną; w Serenadzie (po 1790) – orkiestrą smyczkową bez kontrabasów, w Divertimencie – orkiestrą smyczkową powiększoną o dwa flety i dwie waltornie. Divertimento (1797) składa się z trzech krótkich (ok. 2-3 minuty) części w typowym układzie: szybka-wolna-szybka.

## Dyskografia
Istnieją co najmniej dwa nagrania Divertimenta i Serenady:
- Orkiestra Kameralna Wratislavia, Jan Stanienda, wyd. DUX (DUX 0198), 2001 (rejestracja 1999); omówienie płyty w serwisach: www.culture.pl, www.gazeta.pl
- Warszawska Orkiestra Kameralna, Marek Sewen, wyd. Olympia (OCD 382), 1992; reedycja w wyd. GM Distribution (GHOSTCD_PM013), 2002 (możliwość odsłuchu fragmentu części drugiej Divertimenta (ścieżka nr 2))

Istnieje co najmniej jedno nagranie Poloneza G-dur i Poloneza D-dur:
- „Sarmatia Triumphans” (Musica Restituta V), Accademia dell’Arcadia, Bartłomiej Stankowiak, wyd. Stowarzyszenie Miłośników Kultury i Sztuki (ACC01/2008), 2008, (możliwość odsłuchu na stronie www.academiadellarcadia.pl)